# Antilla Cape (schip, 1968)
De Amtilla Cape was een lpg- en ammoniak-tanker van Scheepvaartmaatschappij de Volharding uit Willemstad op de Nederlandse Antillen. De tanker had een capaciteit van 29.500 kubieke meter lpg.
De Volharding was een dochteronderneming van de Amsterdamse rederij Stoomvaart Maatschappij Nederland (SMN) die speciaal was opgezet om de gastankers van de SMN in onder te brengen.
In de jaren 1970 en 1980 veranderde er heel veel in scheepvaart-land: de grootste rederijen fuseerden in de Nederlandse Scheepvaart Unie en later in Nedlloyd. Ook kwamen in die periode de eerste containerschepen en ro-roschepen op de markt.
Tankers en andere bulkschepen van de fusiebedrijven werden ondergebracht in Holland Bulk Transport en deze HBT werd dan ook de charteraar/operator van het schip.

## Levensloop
Het schip is gebouwd op de werf AG Weser in Bremerhaven en de tewaterlating was op 28 februari 1968 en werd een half jaar later, 20 augustus 1968, in dienst genomen. Hoewel het schip officieel eigendom was van een maatschappij op de Nederlandse Antillen was de bemanning vooral Nederlands: gezagvoerder en stuurlieden alsmede de hele technische staf zoals de HWTK, de wtk-ers, bootsman en radio-officier waren allen Nederlanders. Alleen enkele bedienden, de kok en ander niet-nautisch personeel hadden andere nationaliteiten
Ondanks de fusies van de moederbedrijven bleef het schip eigendom van De Volharding.
In 1983 werd het verkocht aan het Koreaanse bedrijf Korea Chemical Carriers Ltd uit Seoul en werd omgedoopt naar Gas Gloria
In 1997 en 1998 veranderde het schip een paar keer van naam, APCC Gas, Abdoun Gas en Alex Gas.
Onder deze laatste naam bleef het varen totdat hij in 2003 verkocht werd voor de sloop, hernoemd werd naar Egypt Gas.
Op 23 juni 2003 kwam het aan in Alang in India om aldaar gesloopt te worden.

### Motoren
Voor de voortstuwing had de Antilla Cape een hoofdmotor, een Sulzer dieselmotor met een asvermogen van 13.200 aPK. De maximale dienstsnelheid van het schip bedroeg 17,5 knopen
Naast de hoofdmotor van Sulzer waren er drie Stork DRo218k hulpmotoren met een vermogen van 525 kW.